# میمون بینی‌دراز
جمبر بینی‌دراز، جمبر دماغ‌دراز یا جمبر پوزه‌دراز یک میمون با رنگ قهوه‌ای مایل به قرمز و درخت‌زی است که متعلق به میمون‌های دنیای قدیم است و بومی جنوب شرق آسیا و جزیره بورنئو است. این گونه به واسطه بینی بزرگش به راحتی قابل تشخیص است.

## رده‌بندی
میمون دماغ‌دراز از وابستگان زیرتیره Colobinae و نیز از میمون‌های جهان قدیم است. این میمون دو زیرگونه دارد:
- Nasalis larvatus larvatus، که بیشترین تعداد گونه‌ها را شامل می‌شود.
- Nasalis larvatus orientalis، که در محدوده شمال شرق کالیمانتان پراکنده‌است.

با این‌حال تفاوتی اندکی بین این دو زیرگونه به چشم می‌خورد و برخی، زیرگونه N. l. orientalis را به رسمیت نمی‌شناسند.